# Consejo Federal de Agua Potable y Saneamiento
El Consejo Federal de Agua Potable y Saneamiento (COFAPYS) de Argentina fue un organismo público, de carácter autárquico, perteneciente a la Administración Pública Nacional que dependía del Poder Ejecutivo Nacional. Estuvo activo entre 1988 y 1997.

## Historia
Fue creado por ley n.º 23 615, sancionada el 27 de septiembre de 1988 y promulgada el 18 de octubre del mismo año, bajo el gobierno de Raúl Alfonsín. Dependía del Poder Ejecutivo a través del Ministerio de Obras y Servicios Públicos. De acuerdo a dicha ley:

El CoFAPYS, tendrá como finalidad promover, impulsar, supervisar, financiar y administrar programas de abastecimiento de agua potable, evacuación de excretas y otros servicios de saneamiento a comunidades, tendientes a promover el desarrollo y el mejoramiento de la calidad de vida de la población.
Ley n.º 23 615

En agosto de 1991 pasó al ámbito de la Subsecretaría de Obras y Servicios Públicos del Ministerio de Economía y Obras y Servicios Públicos.
En febrero de 1997 el Poder Ejecutivo aprobó un estatuto para el Ente Nacional de Obras Hídricas de Saneamiento y dispuso la disolución del Consejo Federal de Agua Potable y Saneamiento, cuyas funciones pasaron a este ente nacional.